# Horní Poříčí (okres Strakonice)
Horní Poříčí je obec v okrese Strakonice v Jihočeském kraji. Leží devět kilometrů západně od Strakonic. Žije v ní 307 obyvatel.

## Geografie
Obec leží při jižním okraji Blatenské pahorkatiny (podcelek Horažďovická pahorkatina, okrsek Střelskohoštická pahorkatina), na levém břehu řeky Otavy. Po severní straně obec míjí silnice I/22, spojující Horažďovice a Strakonice.

## Historie
První písemná zmínka o obci pochází z roku 1315.

## Obyvatelstvo
| Rok            | 1869 | 1880 | 1890 | 1900 | 1910 | 1921 | 1930 | 1950 | 1961 | 1970 | 1980 | 1991 | 2001 | 2011 | 2021 |
| -------------- | ---- | ---- | ---- | ---- | ---- | ---- | ---- | ---- | ---- | ---- | ---- | ---- | ---- | ---- | ---- |
| Počet obyvatel | 607  | 602  | 533  | 533  | 523  | 555  | 534  | 403  | 377  | 325  | 318  | 272  | 297  | 301  | 277  |
| Počet domů     | 81   | 90   | 91   | 91   | 92   | 91   | 95   | 104  | 92   | 96   | 89   | 117  | 125  | 130  | 133  |

## Obecní správa
Mezi lety 1850–1962 bylo Horní Poříčí obcí v okrese Strakonice (1850–1930), poté v okrese Horažďovice (1950) a později opět v okrese Strakonice. Od 1. ledna 1963 do 31. prosince 1973 patřilo jako část obce k Poříčí. Od 1. ledna 1974 do 23. listopadu 1990 patřilo jako část obce ke Střelským Hošticim a od 24. listopadu 1990 je opět samostatnou obcí.

### Části obce
Obec Horní Poříčí se skládá ze dvou částí na dvou stejnojmenných katastrálních územích.
- Dolní Poříčí
- Horní Poříčí

### Obecní symboly
Znak byl obci udělen rozhodnutím předsedy Poslanecké sněmovny Parlamentu České republiky dne 11. května 2001 a vlajka byla obci udělena rozhodnutím předsedkyně PSP ČR dne 13. května 2022.

## Pamětihodnosti
- Kaplička na návsi
- Krucifix
- Šebestovský mlýn
- Vrchnostenský mlýn v Dolním Poříčí
- Hostinec U Roubalů
- Žižkův most

## Galerie

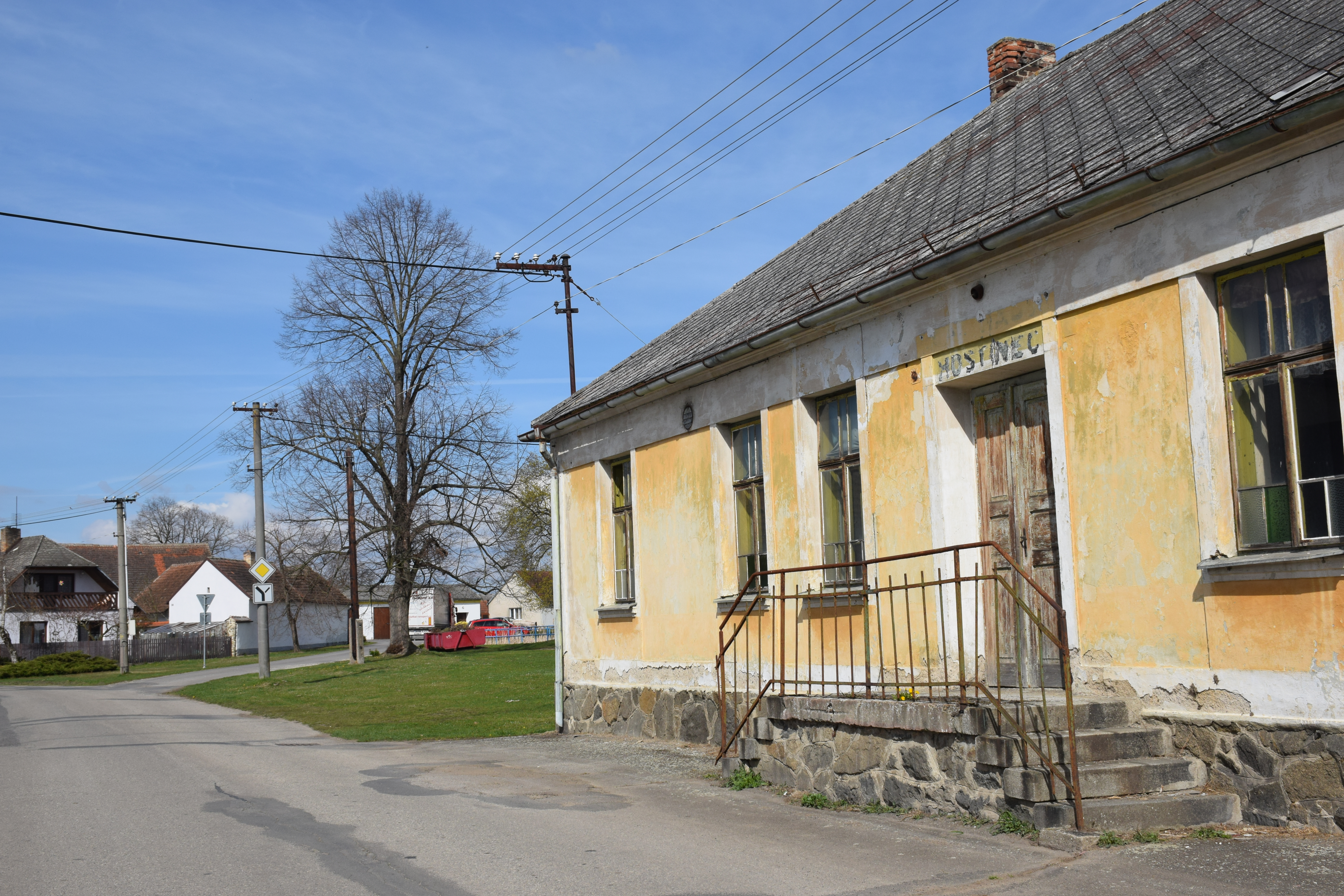
Hospůdka na návsi
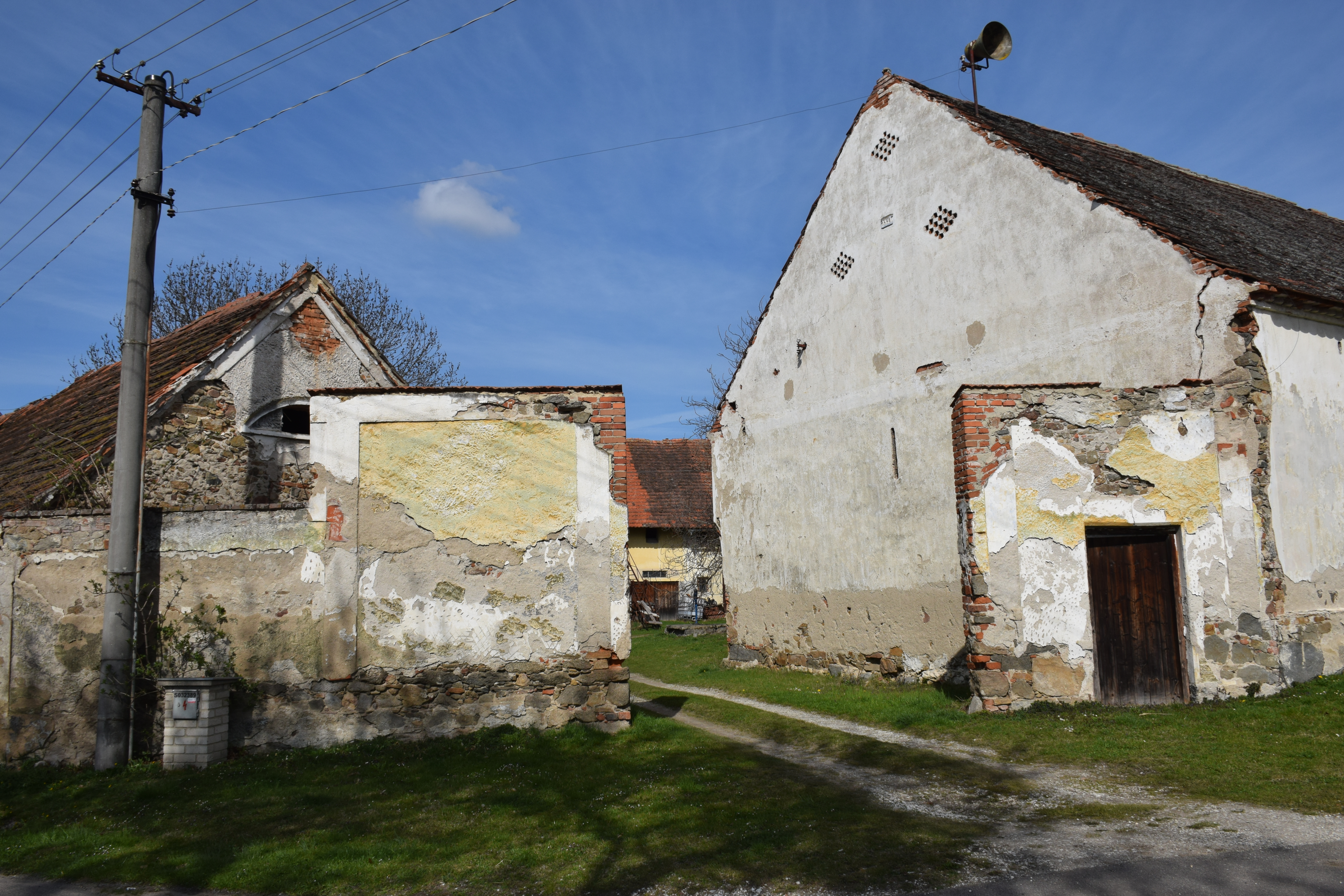
Hospodářské stavení
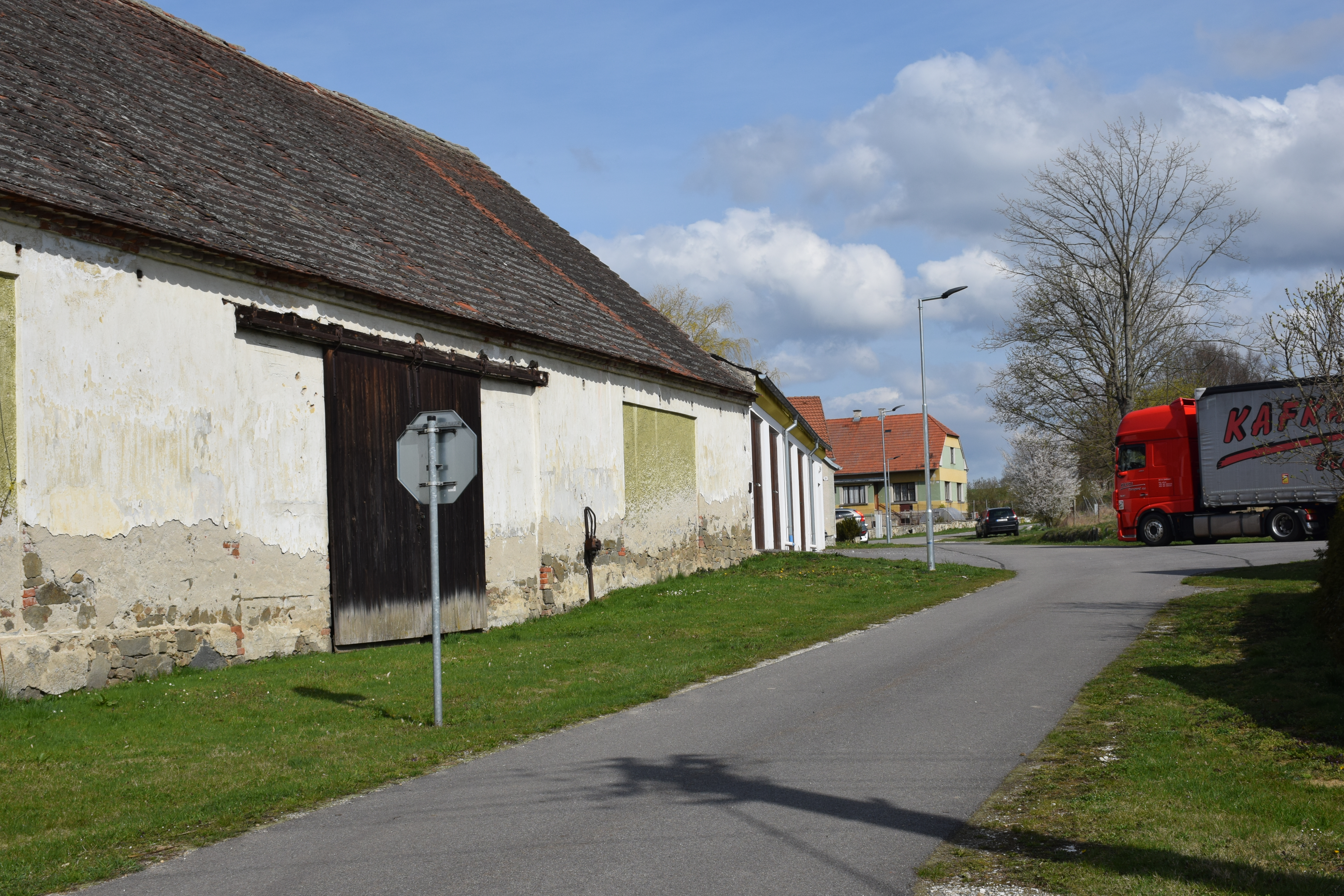
Stodola